# Slaget ved Peachtree Creek
Slaget ved Peachtree Creek blev udkæmpet i Georgia den 2. juli 1864, som led i Atlanta kampagnen i den amerikanske borgerkrig. Det var det første større angreb som Unionshærene under generalmajor William T. Sherman foretog på forsvaret af Atlanta. De involverede hære i slaget var Unionens Army of the Cumberland under kommando af generalmajor George Henry Thomas og den konfødererede Army of Tennessee under kommando af generalløjtnant John Bell Hood. Peachtree Creek var det første slag, hvor Hood var leder af Army of Tennessee.

## Slaget
General Joseph E. Johnston havde trukket sig tilbage over Peachtree Creek, lige nord for Atlanta efter pres fra Unionshæren. Johnston havde lavet en plan for et angreb mod en del af Thomas' hær mens den krydsede Creeken. Den 17. juli, fik han et brev fra konføderationens præsident Jefferson Davis som fratog ham ledelsen af hæren. Konføderationens politiske ledelse var utilfreds med Johnstons manglende aggressivitet overfor den større Unionshær og udskiftede ham med Hood. I modsætning til Johnstons konservative taktik og fokusering på at holde hæren intakt var Hood kendt for sin aggressive taktik og personlige tapperhed på slagmarken (han var allerede blevet invalideret på slagmarken flere gange). Hood overtog kommandoen og igangsatte et forsøg på en modoffensiv.
Den 19. juli erfarede Hood at Sherman havde delt sin hær. Thomas' Army of the Cumberland skulle rykke direkte mod Atlanta, mens generalmajor John M. Schofield's Army of the Ohio og generalmajor James B. McPherson's Army of the Tennessee rykkede nogle kilometer mod øst, tilsyneladende en tidlig forløber for Shermans generelle strategi om at afskære de konfødereredes forsyningslinjer ved at ødelægge jernbaneforbindelserne til byen. Thomas ville blive nødt til at overskride Peachtree Creek på forskellige steder og ville være sårbar både ved overgangen og lige efter, inden han kunne nå at bygge brystværn. Hertil kom, at generalmajorWilliam J. Hardee's korps ville have en sjælden 3-1 numerisk overvægt over Unionens IV Korps. Hood håbede således på at drive Thomas mod vest, længere og længere væk fra Schofield og McPherson, så Sherman ville blive tvunget til at flytte sine styrker væk fra Atlanta.
Denne fordel forsvandt da de konfødererede ankom for sent til deres udgangsposition, og opdagede at hovedparten af Thomasø styrke allerede var på sydsiden af Creeken og i forberedte stillinger i højt terræn. Hood iværksatte alligevel et frontalt angreb mod Unionens venstre fløj i nærheden af Peachtree Street, og de konfødererede var tvunget til at rulle ned langs Unionens linje, udsat for beskydning fra siden. På et vist tidspunkt blev Unionens centrum tvunget tilbage, men fronten holdt, og de konfødererede tropper blev tvunget til at indstille angrebet ved solnedgang. På det tidspunkt var centrum i kampen flyttet ca. 3 km vestpå til Howell's Mill Road. De samlede tab var på 6.506, heraf 1.710 til Unionen og 4.796 til Konføderationen.
Mange historikere har kritiseret den konfødererede taktik og udførelse, især Hoods og Hardees. Johnston, som nok kæmpede defensivt, havde allerede besluttet sig for at angribe ved Peachtree Creek, rent faktisk stammede planen om at ramme Army of the Cumberland når den begyndte at krydse vandløbet fra ham. Hans lange tilbagetrækning efter Slaget ved Kennesaw Mountain er forståelig, da Sherman udnyttede sin numeriske overlegenhed til stadige flankeringsforsøg. Hertil kom, at selv om han havde mistet et stort landområde, var det lykkedes Johnston at forringe Shermans numeriske overlegenhed fra 2:1 ned til 8:5.
At udskifte ham med den frembrusende Hood lige før slaget, er generelt blevet set som en fejl. Rent faktisk sendte Hood og adskillige andre generaler et telegram til Davis, hvor de bad ham om at trække ordren tilbage, idet de hævdede at det vil være "farligt at udskifte den øverstkommanderende for denne hær på dette tidspunkt"). Hertil kom, at selv om Hoods generelle plan var gennemførlig, eller endda inspireret, betød enhedernes forsinkede ankomst, og at Hardee var for langsom til at indsætte hele sin styrke, og Hoods beslutning om at fortsætte angrebet, da han opdagede at han havde mistet fordelen, at angrebet blev til et alvorligt og forudsigeligt nederlag.

## Slagmarken i dag
Slagmarken er nu stort set blev bebygget. Tanyard Creek Park ligger i nærheden af centrum for slaget og rummer adskillige mindesten. Peachtree Battle Avenue erindrer om slaget.

## Eksterne links
- Friends of Tanyard Creek Park Arkiveret 1. oktober 2011 hos  Wayback Machine
- Tanyard Creek Park